# Liffe 2021
32. Ljubljanski mednarodni filmski festival je potekal od 10. do 21. novembra 2021. Poleg Ljubljane (Linhartova in Kosovelova dvorana Cankarjevega doma, Kinodvor, Slovenska kinoteka, Kino Komuna, Kino Bežigrad) so bile projekcije filmov tudi v Mariboru (MariBOX kino), Celju (Mestni kino Metropol Celje) in Novem mestu (Anton Podbevšek teater). Osrednje festivalsko središče je bilo drugo preddverje Cankarjevega doma. Predvajanih je bilo 79 celovečernih in 16 kratkih filmov. Otvoritveni film je bil Pravi moški režiserke Marie Schrader.
Festival je potekal v hibridni obliki, saj si je bilo filme mogoče ogledati v kinodvoranah in na spletu (VOD – video na zahtevo). Zaradi poslabšanja epidemiološke slike v Sloveniji so bile dvorane lahko zapolnjene le do polovice.

## Nagrade
| Nagrada                                 | Prejemnik                                                                           | Režija           |
| --------------------------------------- | ----------------------------------------------------------------------------------- | ---------------- |
| vodomec                                 | Pohodi plin! / Jaddeh Khaki / Hit the Road                                          | Panah Panahi     |
| vodomec                                 | posebna omemba: Oblak v njeni sobi / Ta fang jian li de yun / The Cloud in Her Room | Zheng Lu Xinyuan |
| nagrada za najboljši kratki film        | Steakhouse                                                                          | Špela Čadež      |
| nagrada za najboljši kratki film        | posebna omemba: Tekma / Das Spiel / The Game                                        | Roman Hodel      |
| nagrada FIPRESCI                        | Telesce / Piccolo corpo / Small Body                                                | Laura Samani     |
| zmaj – nagrada občinstva                | In potem sva zaplesala / Da chven vitsek'vet / And Then We Danced                   | Levan Akin       |
| nagrada žirije Art kino mreže Slovenije | Pravi moški / Ich bin dein Mensch / I'm Your Man                                    | Maria Schrader   |
| nagrada mladinske žirije Kinotrip       | Dogodek / L'événement / Happening                                                   | Audrey Diwan     |

- Za nagrado žirije Art kino mreže Slovenije so se potegovali filmi: Bergmanov otok, Začetek, Junak, O naključju in domišljiji, Ahedino koleno, Pravi moški, Jagnje, Nemirni in Mala mama.
- Za nagrado mladinske žirije Kinotrip se je potegovalo pet filmov z mladinsko tematiko: Morena, Kje je Venera, Atlantida, Chiara in Dogodek.

Člani žirij
| vodomec                                             | FIPRESCI                                     | najboljši kratki film                               | žirija Art kino mreže Slovenije             | mladinska žirija Kinotrip                                 |
| --------------------------------------------------- | -------------------------------------------- | --------------------------------------------------- | ------------------------------------------- | --------------------------------------------------------- |
| - Zsófia Ruttkay - Leyla Yılmaz - Sebastian Cavazza | - Andrea Bosco - Ivana Kronja - Urban Tarman | - Jožko Rutar - Marina D. Richter - Asja Krsmanović | - Neža Mežan - Matej Patljak - Samo Seničar | - Zoja Eva Bartolj - Eneja Golob Džananović - Brina Gramc |

Glasovanje za nagrado zmaj
| Film                            | Ocena |
| ------------------------------- | ----- |
| In potem sva zaplesala          | 4,61  |
| Pohodi plin!                    | 4,48  |
| Sladka stvar                    | 4,47  |
| Kupe št. 6                      | 4,32  |
| Policistova skrivnost           | 4,30  |
| Belle: zmaj in pegasta princesa | 4,29  |
| Brighton, četrta ulica          | 4,28  |
| Amparo                          | 4,28  |
| Kelti                           | 4,25  |
| Neskončni dve minuti            | 4,23  |
| Balon                           | 4,11  |
| Francoz                         | 4,11  |
| Kje je Venera?                  | 4,03  |
| Služabniki                      | 3,8   |
| Pobesneli bivol                 | 3,79  |
| Bebia, moji edini želji         | 3,77  |
| Atlantida                       | 3,61  |
| Hiša spominov                   | 3,33  |
| Azor                            | 3,32  |
| Oblak v njeni sobi              | 3,32  |
| Dekle in pajek                  | 3,20  |
| Kala Azar                       | 2,64  |

## Filmi

### Perspektive
| Slovenski naslov   | Izvirni naslov         | Režija                      | Države                                                         | Leto |
| ------------------ | ---------------------- | --------------------------- | -------------------------------------------------------------- | ---- |
| Atlantida          | Atlantide              | Yuri Ancarani               | Italija · Francija · Rusija · Mehika · Združene države Amerike | 2021 |
| Azor               | Azor                   | Andreas Fontana             | Argentina · Švica · Francija                                   | 2021 |
| Inventura          | Inventura              | Darko Sinko                 | Slovenija                                                      | 2021 |
| Kala Azar          | Kala Azar              | Janis Rafa                  | Grčija · Nizozemska                                            | 2020 |
| Kje je Venera?     | Në kërkim të Venerës   | Norika Sefa                 | Kosovo · Makedonija                                            | 2021 |
| Morena             | Murina                 | Antoneta Alamat Kusijanović | Hrvaška · Slovenija · Združene države Amerike · Brazilija      | 2021 |
| Oblak v njeni sobi | Ta fang jian li de yun | Zheng Lu Xinyuan            | Ljudska republika Kitajska · Hongkong                          | 2020 |
| Pohodi plin!       | Jaddeh Khaki           | Panah Panahi                | Iran                                                           | 2021 |
| Služabniki         | Služobníci             | Ivan Ostrochovský           | Slovaška · Češka · Romunija · Irska                            | 2020 |
| Telesce            | Piccolo corpo          | Laura Samani                | Italija · Francija · Slovenija                                 | 2021 |

### Predpremiere
| Slovenski naslov                 | Izvirni naslov                         | Režija               | Države                                                                                           | Leto |
| -------------------------------- | -------------------------------------- | -------------------- | ------------------------------------------------------------------------------------------------ | ---- |
| Atlas ptic                       | Atlas ptáku                            | Olmo Omerzu          | Češka · Slovenija · Slovaška                                                                     | 2021 |
| Benedetta                        | Benedetta                              | Paul Verhoeven       | Francija · Nizozemska                                                                            | 2021 |
| Bergmanov otok                   | Bergman Island                         | Mia Hansen-Løve      | Švedska · Francija · Belgija · Nemčija · Mehika                                                  | 2021 |
| Dogodek                          | L'événement                            | Audrey Diwan         | Francija                                                                                         | 2021 |
| Drive My Car                     | Drive My Car                           | Ryusuke Hamaguchi    | Japonska                                                                                         | 2021 |
| Izgubljene iluzije               | Illusions perdues                      | Xavier Giannoli      | Francija · Belgija                                                                               | 2021 |
| Jagnje                           | Dýrið                                  | Valdimar Jóhannsson  | Islandija · Švedska · Poljska                                                                    | 2021 |
| Jezdeci pravice                  | Retfærdighedens ryttere                | Anders Thomas Jensen | Danska                                                                                           | 2020 |
| Junak                            | Ghahreman                              | Asghar Farhadi       | Iran · Francija                                                                                  | 2021 |
| Mala mama                        | Petit maman                            | Céline Sciamma       | Francija                                                                                         | 2021 |
| Najbolj grozen človek na svetu   | Verdens verste menneske                | Joachim Trier        | Norveška · Švedska · Francija · Danska · Združene države Amerike                                 | 2021 |
| Nebesa                           | Nebesa                                 | Srdjan Dragojević    | Srbija · Hrvaška · Bosna in Hercegovina · Slovenija                                              | 2021 |
| Nemirni                          | Les intranquilles                      | Joachim Lafosse      | Belgija · Francija · Luksemburg                                                                  | 2021 |
| Nesrečni fuk ali Nori pornič     | Babardeală cu bucluc sau porno balamuc | Radu Jude            | Romunija · Češka · Združeno kraljestvo Velike Britanije in Severne Irske · Hrvaška · Švica       | 2021 |
| Prasica, slabšalno ime za žensko | Prasica, slabšalno ime za žensko       | Tijana Zinajić       | Slovenija                                                                                        | 2021 |
| Spencer                          | Spencer                                | Pablo Larraín        | Združeno kraljestvo Velike Britanije in Severne Irske · Nemčija · Čile · Združene države Amerike | 2021 |
| Vojvoda                          | The Duke                               | Roger Michell        | Združeno kraljestvo Velike Britanije in Severne Irske                                            | 2020 |
| Vse je bilo v redu               | Tout s'est bien passé                  | François Ozon        | Francija                                                                                         | 2021 |
| Vzporedni materi                 | Madres paralelas                       | Pedro Almodóvar      | Španija                                                                                          | 2021 |

### Kralji in kraljice
| Slovenski naslov          | Izvirni naslov            | Režija                   | Države                            | Leto |
| ------------------------- | ------------------------- | ------------------------ | --------------------------------- | ---- |
| Ahedino koleno            | Ha'berech                 | Nadav Lapid              | Izrael · Nemčija · Francija       | 2021 |
| Chiara                    | A Chiara                  | Jonas Carpignano         | Italija · Francija                | 2021 |
| Francoska depeša          | The French Dispatch       | Wes Anderson             | Združene države Amerike · Nemčija | 2021 |
| Francoz                   | Francuz                   | Andrej Smirnov           | Rusija                            | 2019 |
| Intregalde                | Intregalde                | Radu Muntean             | Romunija                          | 2021 |
| Luknja                    | Il Buco                   | Michelangelo Frammartino | Italija · Nemčija · Francija      | 2021 |
| O naključju in domišljiji | Guzen to sôzô             | Ryusuke Hamaguchi        | Japonska                          | 2021 |
| Pariz, 13. okrožje        | Les Olympiades, Paris 13e | Jacques Audiard          | Francija                          | 2021 |
| Pravi moški               | Ich bin dein Mensch       | Maria Schrader           | Nemčija                           | 2021 |
| Sladka stvar              | Sweet Thing               | Alexandre Rockwell       | Združene države Amerike           | 2020 |
| Vorteks                   | Vortex                    | Gaspar Noé               | Francija · Belgija                | 2021 |

### Panorama svetovnega filma
| Slovenski naslov                | Izvirni naslov             | Režija                            | Države                               | Leto |
| ------------------------------- | -------------------------- | --------------------------------- | ------------------------------------ | ---- |
| Amparo                          | Amparo                     | Simón Mesa Soto                   | Kolumbija · Švedska · Nemčija        | 2021 |
| Balon                           | Qi qiu                     | Pema Tseden                       | Ljudska republika Kitajska           | 2019 |
| Belle: zmaj in pegasta princesa | Ryu to Sobakasu no Hime    | Mamoru Hosoda                     | Japonska                             | 2021 |
| Dekle in pajek                  | Das Mädchen und die Spinne | Ramon Zürcher                     | Švica                                | 2021 |
| Hiša spominov                   | Casa de antiguidades       | João Paulo Miranda Maria          | Brazilija · Francija                 | 2020 |
| Kelti                           | Kelti                      | Milica Tomović                    | Srbija                               | 2021 |
| Kupe št. 6                      | Hytti nro 6                | Juho Kuosmanen                    | Rusija · Finska · Estonija · Nemčija | 2021 |
| Labodji spev                    | Swan Song                  | Todd Stephens                     | Združene države Amerike              | 2021 |
| Nitram                          | Nitram                     | Justin Kurzel                     | Avstralija                           | 2021 |
| Pobesneli bivol                 | Jallikattu                 | Lijo Jose Pellissery              | Indija                               | 2019 |
| Škatla spominov                 | Memory Box                 | Joana Hadjithomas, Khalil Joreige | Libanon · Francija · Kanada          | 2021 |
| Velika svoboda                  | Grosse Freiheit            | Sebastian Meise                   | Avstrija · Nemčija                   | 2021 |

### Ekstravaganca
| Slovenski naslov      | Izvirni naslov           | Režija                 | Države                                                | Leto |
| --------------------- | ------------------------ | ---------------------- | ----------------------------------------------------- | ---- |
| Cenzorka              | Censor                   | Prano Bailey-Bond      | Združeno kraljestvo Velike Britanije in Severne Irske | 2021 |
| Neskončni dve minuti  | Droste no hate de bokura | Junta Yamaguchi        | Japonska                                              | 2021 |
| Policistova skrivnost | Leynilögga               | Hannes Þór Halldórsson | Islandija                                             | 2021 |
| Titan                 | Titane                   | Julia Ducournau        | Francija · Belgija                                    | 2021 |

### Kinobalon
| Slovenski naslov         | Izvirni naslov       | Režija              | Države   | Leto |
| ------------------------ | -------------------- | ------------------- | -------- | ---- |
| Bertov dnevnik           | Berts dagbok         | Michael Lindgren    | Švedska  | 2020 |
| Moje življenje kot Lotta | Mein Lotta-Leben     | Neele Leana Vollmar | Nemčija  | 2019 |
| Preko meje               | Flukten over grensen | Johanne Helgeland   | Norveška | 2020 |

V okviru Kinobalona je bil sprva napovedan tudi slovenski film (s slovaško, hrvaško in luksemburško koprodukcijo) Kapa Slobodana Maksimovića, a se je glavni producent filma, Senca Studio, odločil, da zaradi slabih epidemioloških razmer premiero filma prestavijo na Liffe prihodnje leto (2022).

### Fokus: Gruzija
| Slovenski naslov                 | Izvirni naslov                      | Režija              | Države                                                          | Leto |
| -------------------------------- | ----------------------------------- | ------------------- | --------------------------------------------------------------- | ---- |
| Bebia, moji edini želji          | Bebia, a mon seul désir             | Juja Dobrachkous    | Gruzija · Združeno kraljestvo Velike Britanije in Severne Irske | 2021 |
| Brighton, četrta ulica           | Brighton 4th                        | Levan Koguašvili    | Gruzija · Rusija · Bolgarija · Združene države Amerike          | 2021 |
| In potem sva zaplesala           | Da chven vitsek'vet                 | Levan Akin          | Gruzija · Švedska · Francija                                    | 2019 |
| Kaj vidimo, ko se ozremo v nebo? | Ras vkhedavt, rodesac cas vukurebt? | Alexandre Koberidze | Gruzija · Nemčija                                               | 2021 |
| Začetek                          | Dasatskisi                          | Dea Kulumbegašvili  | Gruzija · Francija                                              | 2020 |

### Retrospektiva: Prepovedane ženske
| Slovenski naslov    | Izvirni naslov                                              | Režija             | Države                  | Leto |
| ------------------- | ----------------------------------------------------------- | ------------------ | ----------------------- | ---- |
| Alica v mestu čudes | Alicia en el pueblo de Maravillas                           | Daniel Díaz Torres | Kuba                    | 1991 |
| Asjina sreča        | Istorija Asi Kljačinoj, kotoraja ljubila, da ne vyšla zamuž | Andrej Končalovski | Sovjetska zveza         | 1966 |
| Bežna srečanja      | Korotkie vstreči / Короткие встречи                         | Kira Muratova      | ()                      | 1967 |
| Maškarada           | Maškarada                                                   | Boštjan Hladnik    | ()                      | 1971 |
| Obljubljene dežele  | Promised Lands                                              | Susan Sontag       | Poljska · Francija      | 1974 |
| Rajski sadeži       | Ovoce stromů rajských jíme                                  | Věra Chytilová     | Češkoslovaška · Belgija | 1970 |
| Viridiana           | Viridiana                                                   | Luis Buñuel        | Španija · Mehika        | 1961 |
| Vzpon               | Voshoždenje / Восхождение                                   | Larisa Šepitko     | ()                      | 1977 |
| Zaslišanje          | Przesłuchanie                                               | Ryszard Bugajski   | Poljska                 | 1982 |
| Zločin v Cuenci     | El Crimen de Cuenca                                         | Pilar Miró         | Španija                 | 1980 |

### Posvečeno: Belmondo
| Slovenski naslov     | Izvirni naslov     | Režija               | Države             | Leto |
| -------------------- | ------------------ | -------------------- | ------------------ | ---- |
| Belmondo veličastni  | Le Magnifique      | Philippe de Broca    | Francija · Italija | 1973 |
| Leon Morin, duhovnik | Léon Morin, pretre | Jean-Pierre Melville | Francija · Italija | 1961 |
| Nori Pierrot         | Pierrot le Fou     | Jean-Luc Godard      | Francija · Italija | 1965 |
| Špicelj              | Le Doulos          | Jean-Pierre Melville | Francija · Italija | 1962 |

### Evropa na kratko
| Slovenski naslov             | Izvirni naslov            | Režija                    | Države                            | Leto |
| ---------------------------- | ------------------------- | ------------------------- | --------------------------------- | ---- |
| 1. sklop                     |                           |                           |                                   |      |
| Maalbeek                     | Maalbeek                  | Ismaël Joffroy Chandoutis | Francija                          | 2020 |
| Tovariš Tito, moja dediščina | Genosse Tito, ich erber   | Olga Kosanović            | Nemčija · Avstrija                | 2021 |
| Kazenski strel               | Kazneni udarac            | Rok Biček                 | Hrvaška · Slovenija               | 2021 |
| Tekma                        | Das Spiel                 | Roman Hodel               | Švica                             | 2020 |
| Normalno                     | Normal                    | Julie Caty                | Francija                          | 2020 |
| 2. sklop                     |                           |                           |                                   |      |
| Enakonočje                   | Równonoc                  | Daria Kasperek            | Poljska                           | 2021 |
| Delo dobrih Nemcev           | Kollegen                  | Jannis Alexander Kiefer   | Nemčija                           | 2020 |
| Otrok močerad                | L'enfant salamandre       | Théo Degen                | Belgija                           | 2020 |
| Steakhouse                   | Steakhouse                | Špela Čadež               | Slovenija · Nemčija · Francija    | 2021 |
| Zgrabi jih                   | Grab Them                 | Morgane Dziurla-Petit     | Švedska                           | 2019 |
| Altötting                    | Altötting                 | Andreas Hykade            | Nemčija · Kanada · Portugalska    | 2020 |
| 3. sklop                     |                           |                           |                                   |      |
| Naya                         | Naya                      | Sebastian Mulder          | Nizozemska                        | 2021 |
| Stric Tudor                  | Nanu Tudor                | Olga Lucovnicova          | Belgija · Portugalska · Madžarska | 2020 |
| Poslednji dan patriarhata    | Poslední den patriarchátu | Olmo Omerzu               | Slovenija · Češka                 | 2020 |
| Plavalec                     | Badaren                   | Jonatan Etzler            | Švedska                           | 2020 |
| Arka                         | Arka                      | Natko Stipaničev          | Hrvaška                           | 2019 |